# Carl Breeveld
Carl Breeveld (Paramaribo, 20 september 1955) is een Surinaamse politicus en theoloog. 

## Politiek
Breeveld is sinds 26 mei 2010 lid van de De Nationale Assemblée (DNA) namens de politieke partij Democratie en Ontwikkeling in Eenheid (DOE), waar hij sinds 30 mei 2009 voorzitter van is. Hij wordt weleens 'het geweten van het parlement' genoemd, mede doordat hij hamert op de noodzaak van de strijd tegen corruptie.
Tijdens de verkiezingen van 2025 stond hij op nummer 5 van de lijst van de A20, dat een samenwerkingslijst is van A20, DOE en de PRO.

## Achtergrond
In het verleden is Breeveld onder meer voorzitter geweest van de Surinaamse mannenorganisatie Man Mit’ Man en steward bij de Surinaamse Luchtvaart Maatschappij. Breeveld heeft in België theologie gestudeerd.

## Wan Famiri
Er is een film gemaakt door Geertjan Lassche over Carl en zijn broers Hans, Borger, Clarence en zijn zus Lucia die in december 2012 uitgezonden is op de Nederlandse televisie. De documentaire heet "Wan Famiri" en vertelt met de familieleden hoe zij als familie door één deur kunnen, ondanks de onderlinge politieke verschillen. De familie heeft overigens afstand genomen van de inhoud van de film, omdat het eindresultaat te weinig over de familie en te veel over Desi Bouterse en de Decembermoorden zou gaan.